# Archaeobatrachia
Archaeobatrachia (лат.) — традиционно выделяемый подотряд бесхвостых земноводных. Включает 3 современных семейства, 7 родов и 30 видов.

## Описание
Общая длина представителей этого подотряда колеблется от 2,5 до 10 см. Это наиболее примитивные бесхвостые земноводные. Их предки жили ещё 200 млн лет назад. Некоторые виды сохранились с тех пор в практически неизменном виде. Особенностью их является наличие 9 двояковогнутых (амфицельных) позвонков. Небольшая часть наделена 8 задневогнутыми (опистоцельными) позвонками. Сохранили рудименты хвоста, имеет значение при размножении, или рудименты хвостовых мышц.

## Образ жизни
Предпочитают лесные, горные, скалистые, влажные места. Значительную часть жизни проводят в воде. Активны ночью или в сумерках. Питаются беспозвоночными, иногда растительной пищей.

## Размножение
Все представители этого подотряда яйцекладущие земноводные. При спаривании самец хватает самку амплексусом.

## Распространение
Ареал довольно прерывистый: Северная Америка, Западная Европа, Северная Африка; Передняя, Юго-Восточная, Восточная Азия, Новая Зеландия.

## Классификация
- Семейство Alytidae — Круглоязычные
- Семейство Bombinatoridae — Жерлянки
- Семейство Leiopelmatidae — Гладконоги